# .travel
.travel és un domini de primer nivell patrocinat (sponsored TLD en anglès) d'Internet que forma part del sistema de dominis d'Internet. Fou aprovat per la ICANN el 8 d'abril de 2005 com a part d'un segon grup de nous TLD avaluats el 2004.